# صدف بلوف
صدف بلوف (نام علمی: Tiostrea chilensis) نام یک گونه از تیره چروک‌صدفان است.